# The 6th Day (film)
The 6th Day is een Amerikaanse sciencefictionfilm uit 2000, geregisseerd door Roger Spottiswoode. De hoofdrolspelers zijn Arnold Schwarzenegger, Michael Rapaport, Tony Goldwyn, Michael Rooker, Sarah Wynter en Robert Duvall

## Verhaal
In de nabije toekomst is het klonen van dieren en menselijke organen een routine activiteit geworden, maar het klonen van volledige mensen is niet toegestaan. Adam Gibson is helikopterpiloot en heeft op een bepaald moment een ernstig ongeluk. Gelukkig komt hij ongedeerd uit het ongeval. Als hij thuis aankomt, ontdekt hij dat er een gekloonde versie van zichzelf zijn plaats heeft ingenomen in het gezin. Als degenen die Gibson illegaal hebben gekloond erachter komen dat de ‘originele’ Adam nog leeft, doen ze er alles aan om hem alsnog van de aardbodem te doen verdwijnen. 

## Filmtechnieken
- In de film vliegt helikopterpiloot Adam Gibson met een whispercraft. Dit toestel is een futuristische helikopter die van helikoptermode naar jetmode kan omschakelen. Om het toestel zo realistisch mogelijk te maken werden er eerst gedetailleerde tekeningen uitgewerkt. Vervolgens gebruikte men draadmodellen om het toestel vorm te geven in een computeromgeving en werden de modellen verder uitgewerkt tot een geanimeerd beeld. De scènes in de film van de whispercraft zijn dan een mix van digitale animatie van het toestel en gewone camerabeelden van de achtergrond om het geheel realistisch te laten overkomen. Naast de digitale animatie wordt er voor bepaalde scènes waarin de whispercraft in beeld gebracht wordt gebruikgemaakt van een schaalmodel op ware grootte van 3 ton. In de scène waar Adam Gibson aan de whispercraft hangt is op die manier opgenomen. Het schaalmodel 1:1 werd via een kraan in de lucht gehesen.
- De Sim Pal Cindy is een pop van de toekomst. In deze film wordt een anomatronische figuur gebruikt. Het vervaardigen van de pop start met het bepalen van de karakteristieken van de pop. In dit geval betreft het een klein meisje waarbij de mimiek van het hoofd het belangrijkste onderdeel was.  Eens het uiterlijk vastligt, maakt men een kleihoofd waarop een siliconenhuid wordt op aangebracht. Vervolgens werd het hoofd gemechaniseerd via servomotoren in het geval van de Sim Pal Cindy zijn er 23 van die motoren ingebouwd als aandrijving voor de ogen, wenkbrauwen, expressie van de mond, enz. De servomotoren zijn op afstand te bedienen met verschillende afstandsbedieningen.
- Om een holografische vriendin in scène te zetten gebruikt men verschillende filmtechnieken. De holografische figuur en de achtergrond is als een losstaand element ontwikkeld. Via de technieken van blue screening en motion control voegt men alle elementen samen in één scène. Het realiteitsgehalte van de virtuele vriendin komt tot uiting doordat men dwars door de figuur een vervorming van de achtergrond ziet.

## Rolverdeling
| Acteur                | Personage                       |
| --------------------- | ------------------------------- |
| Arnold Schwarzenegger | Adam Gibson / Adam Gibson Clone |
| Tony Goldwyn          | Michael Drucker                 |
| Michael Rapaport      | Hank Morgan                     |
| Michael Rooker        | Robert Marshall                 |
| Sarah Wynter          | Talia Elsworth                  |
| Wendy Crewson         | Natalie Gibson                  |
| Rodney Rowland        | P. Wiley                        |
| Terry Crews           | Vincent Bansworthr              |
| Ken Pogue             |                                 |
| Colin Cunningham      | Tripp                           |
| Robert Duvall         | Dr. Griffin Weir                |
| Wanda Cannon          | Katherine Weir                  |
| Taylor Anne Reid      | Clara Gibson                    |
| Jennifer Gareis       |                                 |
| Andrea Libman         |                                 |
| Steve Bacic           | Johnny Phoenix                  |